# Simula
A Simula az egyik legkorábbi objektumorientált programozási nyelv, amely szimulációs célokra készült az 1960-as években  Oslóban. Két változata van, a Simula I és a Simula 67.

## Történet
1957-ben Kristen Nygaard szimulációs programok írásához fogott. A rendszer működésének leírásához egy formális programnyelvet kellett készítenie, és ehhez egy több programozási készséggel rendelkező embert keresett. Ole-Johan Dahl 1962 januárjában csatlakozott a munkához. Nem sokkal utána eldőlt, hogy a speciális célú programnyelvet az ALGOL 60 kiterjesztéseként fogják elkészíteni. Megszületett a "SIMULA I" (Simulation language).
Később, 1968 februárjában szabványosították egy cikkük alapján a "SIMULA 67"-et. A nyelv jelenlegi változata a Simula 87, ami többek közt tartalmazza a nyilvános, védett és rejtett tagok közti elkülönítést.
Munkásságukért Nygaard és Dahl kitüntetésben részesültek.

## Jellemzői
Az ALGOL alapján, és annak bővítéseként született, és elsőként használt olyan fogalmakat, mint osztályok, leszármazott osztályok és objektumok. A nyelv soha nem volt olyan elterjedt, mint amennyire nagy hatással volt az objektumorientált programozási paradigma elterjesztésében.
Nagyobb hatással volt a fontosabb programozási nyelvek közül a Smalltalkra, ezen keresztül közvetve majdnem minden modern objektumorientált programnyelvre, továbbá a C++-ra.

## Példa
```
! 
megjegyzés
;

Begin

  
Class
 Udvozlet;
  
Begin

    
OutText
 ("Hello, vilag!");
    
OutImage
;
  
End
;

  
Ref
(Udvozlet) hello;
  hello:- 
New
 Udvozlet;

End
 
of program
;
```